# Randijaure
Der Randijaure ist ein See in der Gemeinde Jokkmokk der schwedischen Provinz Norrbottens län. Der See gehört zum Wassersystem des Luleälv. Der größte Quellfluss des Lilla Luleälven, der Fluss Tarraätno, fließt durch den Randijaure.
Der See wird durch den Länsväg BD 805 erschlossen. Am Länsväg BD 807 liegt die größte Siedlung am See, der Weiler Randijaur. Allerdings ist diese Siedlung so klein (unter 50 Einwohner), dass vom SCB keine Einwohnerzahlen bekannt gegeben werden. Der Randijaure liegt etwa zwanzig Kilometer nordwestlich von Jokkmokk.